# Chromolepida bella
Chromolepida bella är en tvåvingeart som beskrevs av Cole 1923. Chromolepida bella ingår i släktet Chromolepida och familjen stilettflugor.
Artens utbredningsområde är Kalifornien. Inga underarter finns listade i Catalogue of Life.